# Ingerana
Ingerana és un gènere d'amfibi anur pertanyent a la família Ranidae.

## Taxonomia
- Ingerana alpina (Huang & Ye, 1997).
- Ingerana baluensis (Boulenger, 1896).
- Ingerana liui (Yang, 1983).
- Ingerana mariae (Inger, 1954).
- Ingerana medogensis (Fei, Ye & Huang, 1997).
- Ingerana reticulata (Zhao & Li, 1984).
- Ingerana sariba (Shelford, 1905).
- Ingerana tasanae (Smith, 1921).
- Ingerana tenasserimensis (Sclater, 1892).
- Ingerana xizangensis (Hu In Sichuan Institute of Biology Herpetology Department, 1977).